# アントニオ・フィアーリョ・ジ・カルヴァーリョ・ネト
ネト（Neto）ことアントニオ・フィアーリョ・ジ・カルヴァーリョ・ネト（ポルトガル語: Antônio Fialho de Carvalho Neto、2002年9月11日 - ）は、ブラジルのサッカー選手。ポジションはMFまたはDF。

## クラブ歴
2015年にアトレチコ・ミネイロの下部組織に加入。2019年1月23日に16歳ながらカンピオナート・ミネイロでセカンドトップとしてフル出場し選手初出場を記録した。カンピオナート・ブラジレイロ・セリエA初出場は2021年7月2日、初得点は同年8月1日であった。

## 代表歴
U-17代表として2019 南米U-17選手権に出場した。